# ソナー (フェスティバル)
ソナー（Sónar）は、毎年6月から7月にスペインのバルセロナで開催される音楽フェスティバル、及び同名を冠した世界各地で開催されているフェスティバル・ブランド。アート、デザイン、エレクトロニック技術などを含めた複合フェスティバルで、ボゴタ、ブエノスアイレス、香港、レイキャビーク、イスタンブールなど世界中で開催されている。

## 概要
ソナーは、1994年にリカール・ロブレス、エンリック・パラウ、セルジ・カバレロによってバルセロナで初開催された。フェスティバルは発足以来、昼のSónarと夜のSónarの2つのパートに分かれており、2013年からは創造性、テクノロジー、ビジネスに特化した3日間の会議であるSónar+Dも同時開催されている。
2002年にロンドンで初めて海外版Sónarを開催して以来、世界進出を拡大し、世界65都市4大陸でSónarを開催している。現在までに、シカゴ、ブエノスアイレス、サンパウロ、ハンブルク、ボゴタ、ニューヨーク、ソウル、ローマ、ケープタウン、コペンハーゲン、東京、香港で開催された。現在は、本拠地であるバルセロナに加え、ボゴタ、ブエノスアイレス、香港、レイキャビク、イスタンブールで毎年フェスティバルが開催されている。

## ギャラリー

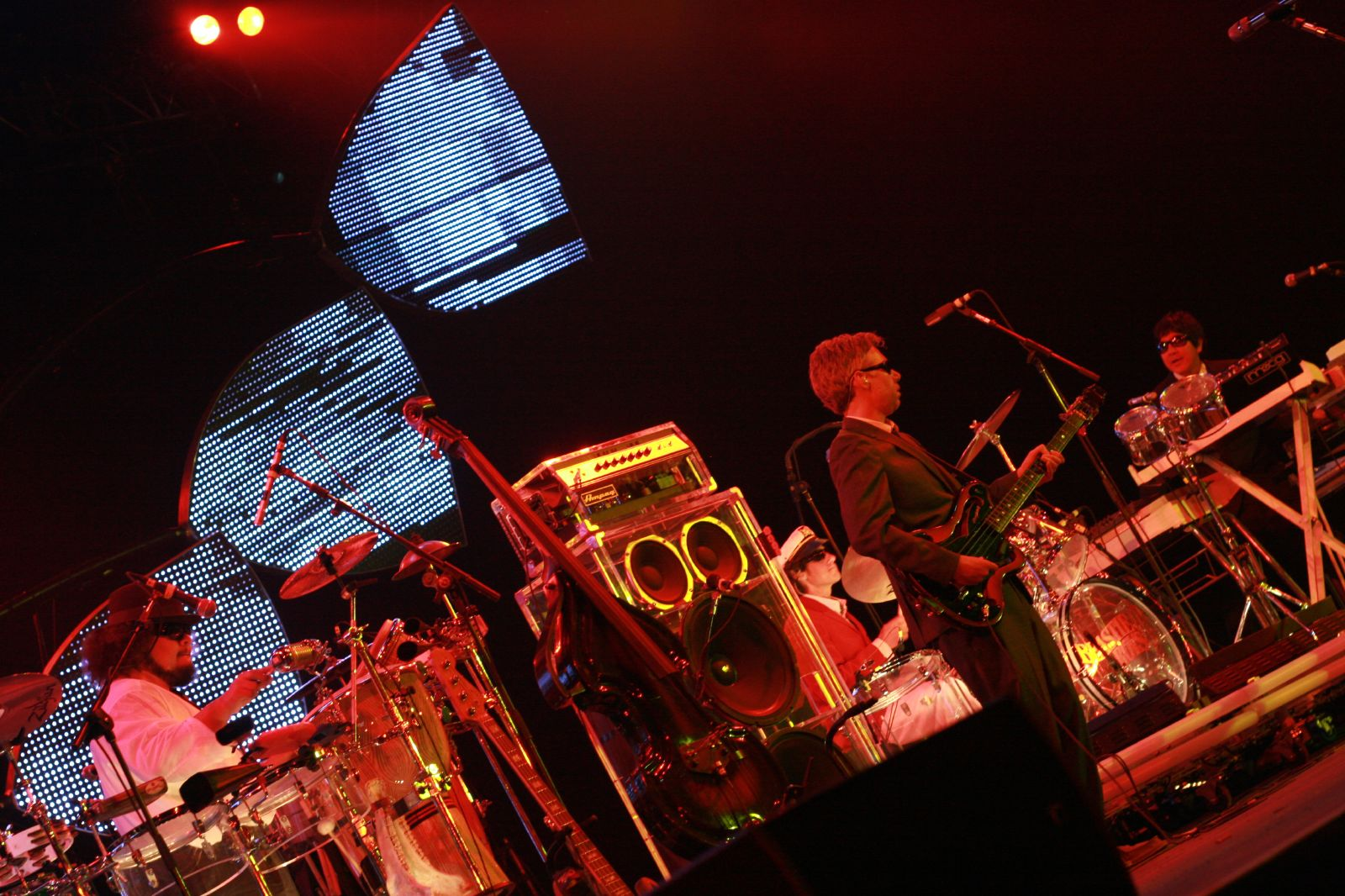
2007
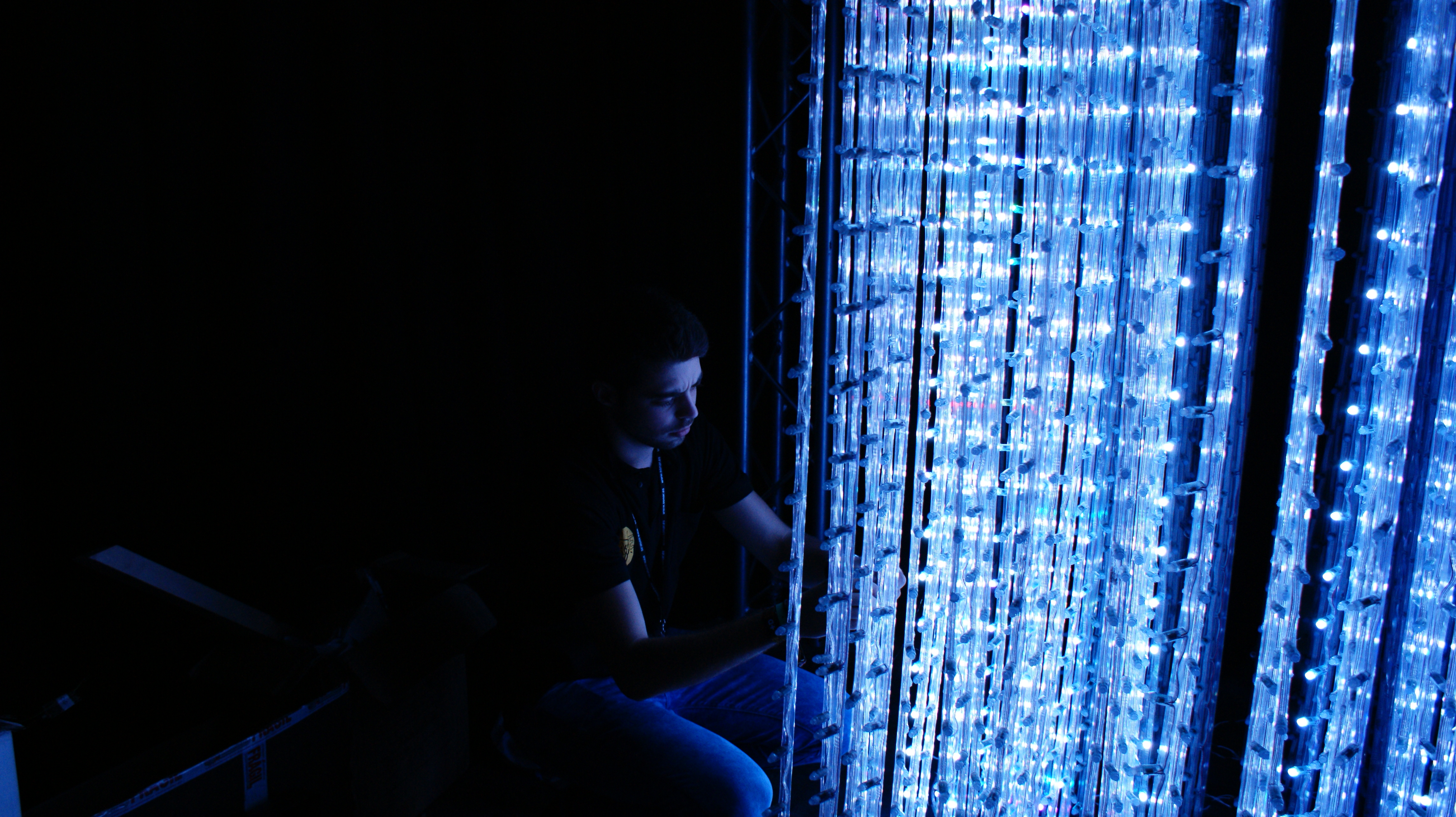
2015
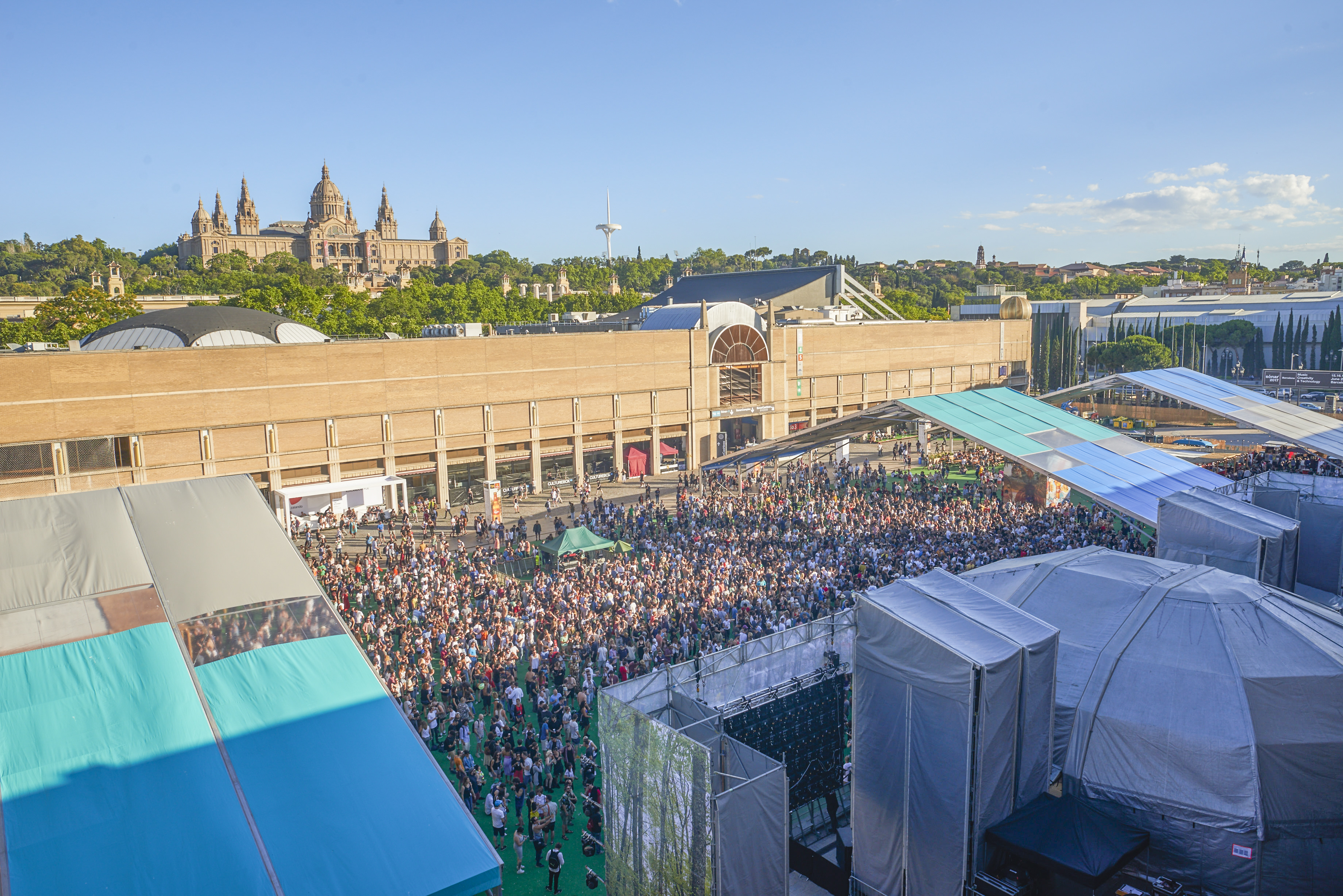
2016